# Scraptia foveiceps
Scraptia foveiceps es una especie de coleóptero de la familia Scraptiidae.

## Distribución geográfica
Habita en Camerún.